# أورملوكسيفين
أورمَلوكسيفين، والمعروف أيضًا بسينتكرومان، هو أحد معدِّلات مستقبلات هرمون الإستروجين الانتقائية (SERMs)، وهي فئة من الأدوية تعمل على مستقبلات هرمون الإستروجين. يعرف بكونه مانع حمل غير سترويدي يؤخذ عن طريق الفم مرة واحدة كل أسبوع. في الهند، كان أورمِلوكسيفين متاحًا كوسيلة تنظيمٍ للنسل منذ بداية تسعينيات القرن العشرين، ويُسوَق هناك حاليًا تحت الاسم التجاري ساهيلي (Saheli). رخص الأورمِلوكسيفين أيضًا تحت الأسماء التجارية نوفيكس- دي.إس (Novex-DS)، وسينترون (Centron)، وسيفيستا(Sevista).

## الاستخدامات الدوائية
يُستخدم الأورمِلوكسيفين بصورة أساسية كوسيلة لمنع الحمل ولكنه قد يكون فعالاً أيضًا في علاج نزف الرحم اللاطمثي وسرطان الثدي المتقدم. 

### تنظيم النسل
يمكن استخدام الأورمِلوكسيفين كوسيلة منع حمل أسبوعية تُأخذ عن طريق الفم. يعتبر الاستخدام الأسبوعي في مصلحة السيدات اللاتي تفضلن استخدام موانع الحمل عن طريق الفم وتجدن الانتظام على البرنامج اليومي الذي تتطلبه حبوب منع الحمل الأخرى صعبًا أو غير عملي.
في الأسابيع الإثني عشر الأولى من الاستخدام، يُنصح بتناول حبوب الأورميلوكسيفين مرتين في الأسبوع. من الأسبوع الثالث عشر فصاعدا، يمكن تناوله مرة واحدة في الأسبوع. بالإجماع، يعتبر استخدام وسيلة داعمة في الشهر الأول اختيارًا حذرًا ولكنه معقول. الجرعة القياسية هي 30 ملغ أسبوعيًا، لكن تناول 60 ملغ في الجرعات أوليه يمكن أن يخفض معدلات الحمل بنسبة 38٪.
لدى أورمِلوكسيفين معدل فشل يتراوح بين 1-2% مع الاستخدام الأمثل مما يجعله أقل فعالية بنسبة ضئيلة مما يوجد في حبوب منع الحمل الفموية مجتمعة.

### دواعي الاستعمال الأخرى
- اختبر أورمِلوكسيفين أيضًا في بيئة تجريبية لعلاج غزارة الطمث (الطمث المؤلم).[8]

- كما وصف للاستخدام في علاج آلام الثدي والأورام الليفية.[9]

## الآثار الجانبية
هناك مخاوف أن الأورمِلوكسيفين قد يسبب تأخُر الحيض.

## التأثير الدوائي
يعتبر الأورمِلوكسيفين معدِلاً انتقائيًا لمستقبلات هرمون الإستروجين أو إس إي آر إم (SERMs). في بعض أجزاء الجسم، يكون تأثيره إستروجينيًا (على سبيل المثال، في العظام)، وفي بعض الأجزاء الأخرى، يكون تأثيره مضادًا للإستروجين (على سبيل المثال، الرحم والثديين). ويسبب فقد التزامن بين الإباضة ونشوء بطانة الرحم، برغم أن طريقة عمله لذلك غير محددةٍ بشكلٍ واضح. في التجارب الإكلينيكية، تسبب في تأخُر الإباضة عن أوانها في بعض النساء، لكنه لم يؤثر على الإباضة في أغلب النساء، بينما سَبَّب تكونًا أبطأ لبطانة الرحم. يسرِّع الأورمَلوكسيفين من حركة نقل أي بويضة مخصبة خلال قناتي فالوب أكثر من الطبيعي. وعلى ما يبدو، فإن هذا المزيج من التأثيرات يخلق بيئة بحيث أنه حتى إذا حدث الإخصاب، لن يكون انغراس البويضة المخصبة ممكنًا.

## تاريخه
اكتشف الأورمِلوكسيفين لأول مرة المعهد المركزي للبحث للدوائي (CDRI) في لكنو، الهند. تم تسويق أورمِلوكسيفين في دلهي في يوليو 1991 وفي الهند عام 1993، تحت الأسماء التجارية ساهيلي (Saheli)، وتشويز-7 (Choice-7)

## المجتمع والثقافة

### التسويق
حتى عام 2009، كان الأورمِلوكسيفين متاحًا بصورة قانونية في الهند فقط.
تم اختبار وترخيص الأورمِلوكسيفين كشكل من أشكال وسائل تنظيم النسل، وأيضًا كعلاج لنزف الرحم اللاطمثي. 
- تم إيقاف الأورمِلوكسيفين الذي تصنعه تورينت للأدوية، والمُسَوَق تحت الاسم التجاري سينترون.
- أُصدرت رخصة جديدة لأورميلوكسيفين لصالح شركة هندوستان لاتكس المحدودة (Hindustan Latex Ltd.)، والتي تصنع الأورمِلوكسيفين الآن كوسيلة تحديد نسل تحت الأسماء التجارية ساهيلي (Saheli)، نوفيكس (Novex)، ونوفيكس- دي إس (Novex-DS).
- استأنفت شركة تورينت للأدوية تصنيع الأورمِلوكسيفين تحت الاسم التجاري سيفيستا، كعلاج للنزف الرحمي اللاطمثي.